# Бос, Сарат Чандра
Сарат Чандра Бос (англ. Sarat Chandra Bose, 1889—1950) — барристер, бенгальский националист, один из сторонников создания Объединённой Бенгалии. Его младшим братом был Субхаса Чандра Бос.

## Биография

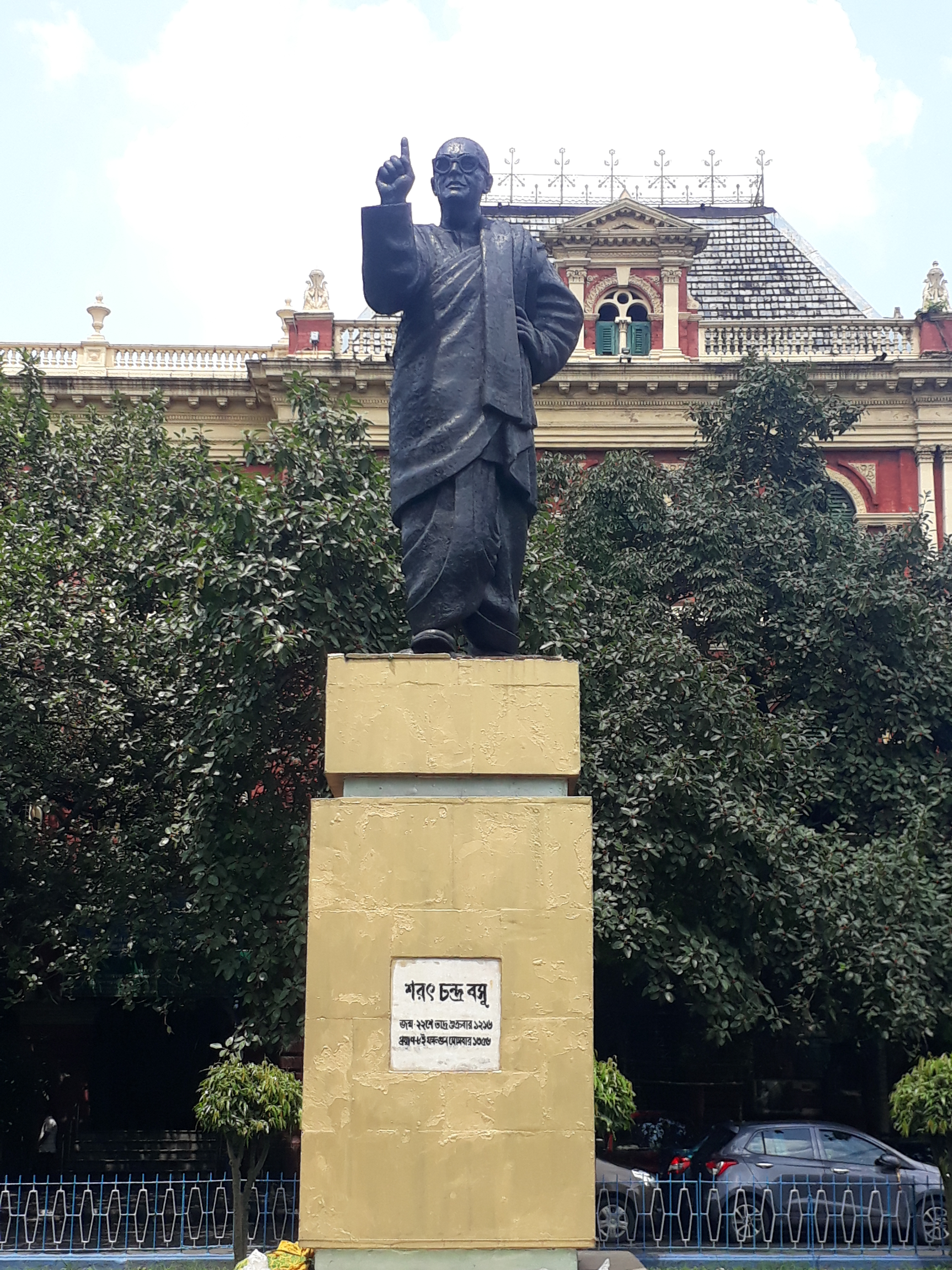

В 1911 году, после окончания университета в Калькутте, Сарат Чандра продолжил обучение в Великобритании. Он стал президентом Конгресса Бенгалии в 1936 году и был членом Всеиндийского Рабочего комитета Конгресса с 1936 года по январь 1947 года. Как бенгальский патриот, Бос был против идеи разделения Бенгалии. Он выступал за объединение с Индией на условиях автономной Социалистической Республики Бенгалии. Его идею сохранить Бенгалию единой, в значительной степени разделял Хусейн Шахид Сухраварди, главный министр Бенгалии. Оба лидера позднее объединили свои усилия в попытке реализовать мечту о единой независимой Бенгалии, мечте, которой так и не суждено было сбыться. В 1947 году состоялся раздел Бенгалии и Пенджаба по религиозному признаку. Бос умер в Калькутте 20 февраля 1950 года.